# إيه في جي مضاد الفيروسات
إيه في جي مضاد الفيروسات (بالإنجليزية: AVG AntiVirus)‏ اختصار لـ «Anti-Virus Guard» هو برنامج مضاد الفيروسات وأمن الإنترنت يعمل على مايكروسوفت ويندوز ولينكس وماكنتوش، وهو من إنتاج شركة إيه في جي للتقنية وهي شركة تشيكية.

## التاريخ
أول إنتاج لبرنامج مكافح الفيروسات إيه في جي كان سنة 1992 في تشيكوسلوفاكيا سابقاً كما كانت آنذاك، وفي عام 1997 تم بيع البرنامج بترخيص في ألمانيا والمملكة المتحدة، وفي عام 1998 بيع في الولايات المتحدة الأمريكية.
ساعد هذا البرنامج على زيادة خبرة شركة إيه في جي في إنتاج البرمجيات. وفي عام 2006، نمت حزمة أمن إيه في جي لكي تتضمن برنامجاً مكافحاً للتجسس، حيث اشترت شركة إيه في جي للتقنية مجموعة برامج مكافحة التجسس «إيديو نتووركس» (ewido Networks). وفي العام نفسه، أعلنت شركة مايكروسوفت أن مجموعة إيه في جي ستكون متوفرة مباشرة ضمن ويندوز فيستا.

## وصلات خارجية
- الموقع الرسمي